# Nesotipula
Nesotipula is een ondergeslacht van het geslacht van insecten Tipula binnen de familie langpootmuggen (Tipulidae).

## Soorten
Deze lijst van 1 stuks is mogelijk niet compleet.
- T. (Nesotipula) pribilovia (Alexander, 1921)